# Steve Frazee
Steve Frazee, född 28 september 1909 i Salida, Colorado, död 21 augusti 1992, var en amerikansk författare som främst skrev västernromaner.

## Biografi
Efter att ha arbetat med tyngre konstruktionsindustri och gruvarbete i Colorado använde han ofta dessa miljöer som bakgrund för sina berättelser. I slutet av 1940-talet började han sälja berättelser till kioskmagasin. Genombrottet kom med novellen My brother down there, som vann första plats i en årlig tävling arrangerad av Ellery Queen Mystery Magazine. Novellen utvaldes även bland Martha Foleys Best American short stories of the year. Novellen filmatiserades 1956 som Running target. Frazee förlängdes sedan berättelsen till en roman med samma namn.
Frazee skrev sedan ett flertal romaner, varav några filmatiserades och några utgavs i svensk översättning. Han skrev även avsnitt till TV-serierna Bronco, Cheyenne, 77 Sunset Strip, The Alaskans, Zane Grey Theater och Robert Montgomery prestents. Frazee skrev även en roman om serien High Chaparral, men den var inte underlag för något av de TV-sända avsnitten.
1955-1956 var Frazee ordförande för Western Writers of America.